# Edmundo González Robles
Edmundo González Robles (Valparaíso, Chile, 17 de abril de 1956) es un marino chileno, almirante en retiro y excomandante en Jefe de la Armada de Chile, cargo que entregó el 18 de junio de 2013. Accedió al supremo cargo naval con 53 años, como uno de los almirantes más jóvenes en la historia de Chile en ocupar la comandancia en jefe de la Armada, dada su antigüedad y año de promoción (1975). 

## Biografía
González pertenece a una familia de tradición uniformada. Su padre, el capitán de navío Edmundo González Acevedo, fue un oficial del escalafón de abastecimientos de la Armada y su tío, el general de división del Ejército de Chile Rolando González Acevedo, fue ministro de Salvador Allende en la cartera de Minería y de Augusto Pinochet en la cartera de Economía.
Cursó su enseñanza escolar en The Mackay School de Viña del Mar e ingresó en 1971 a la Escuela Naval Arturo Prat, de donde egresó en diciembre de 1974, entre las primeras antigüedades de su promoción. Se graduó como subteniente el 1 de enero de 1975 e integró el vigésimo crucero de instrucción a bordo del buque escuela Esmeralda. Posteriormente, cursó estudios en la Escuela de Armamentos de la Armada, donde obtuvo el título de ingeniero en armas y la especialidad en artillería y misiles, egresando con el primer lugar de su promoción.
Entre 1982 y 1983 efectuó el curso “Oficial de Combate” de la South African Navy (SAN), en la Strike Craft Flotilla Training School, con base en Durban, embarcándose en diversas misileras y fragatas de la Marina sudafricana. Junto con lo anterior, es oficial de Estado Mayor graduado de la Academia de Guerra Naval en 1995 y magíster en ciencias navales y marítimas. En aquella oportunidad, se graduó nuevamente con la primera antigüedad de su promoción, siendo condecorado con la medalla Cruz de Malta. En 1998 se graduó del U.S. Naval War College, Newport, Rhode Island, y obtuvo su magíster en ciencias en la Salve Regina University.

### Carrera Naval
Su carrera estuvo ligada tanto al ámbito meramente naval, a bordo de diversas unidades tanto de la Escuadra como del Comando de Misileras, como a lo académico y la instrucción. Sirvió en la Escuela de Grumetes y en la Escuela de Armamentos, actual Academia Politécnica Naval como instructor; en la Escuela Naval Arturo Prat como Subdirector en 1994, junto con su ascenso a Capitán de Fragata, y en la Academia de Guerra Naval, como profesor y luego como director de dicho instituto de educación superior, entre 2002 y 2003.
En lo relativo a su servicio a bordo, sirvió en diversas misileras, destructores y fragatas y en el buque Escuela de la Marina. Destacan los cargos de segundo Comandante de la lancha misilera "Chipana" y del destructor "Almirante Riveros"; y Comandante de la lancha misilera "Iquique" en 1992 y de la Fragata "Almirante Lynch" en 1999, para concluir sus años de servicio a bordo como Comandante del Buque Escuela Esmeralda el año 2000.

#### Alto Mando
A fines del 2003 fue nombrado subjefe del Estado Mayor General de la Armada y en abril de 2004 fue investido como Comodoro. El 16 de diciembre de 2004 se le nombró Comandante en Jefe de la Tercera Zona Naval con base en Punta Arenas, para ser ascendido al grado de Contraalmirante a contar del 1 de enero de 2005. En diciembre de 2006 fue nombrado Comandante en Jefe de la Región Militar Austral, sin perjuicio de su mando en jefe ya citado, el primer oficial de marina en ejercer dicho mando en jefe.
El 1 de enero de 2008, se ascendió al grado de vicealmirante y fue nombrado Director General del Territorio Marítimo y Marina Mercante, la Autoridad Marítima Nacional.
A finales de 2008 correspondió la conformación del Alto Mando para el 2009 , dentro del cual se comprendían los cinco oficiales generales que conformarían la quina de la cual la presidenta de la República, Michelle Bachelet, elegiría al sucesor del Almirante Rodolfo Codina Díaz, quien concluiría su período constitucional de cuatro años al mando de la Armada. González ocupaba la cuarta antigüedad de la quina, que incorporaba a destacados oficiales.
El 2 de junio de 2009 la presidenta de la República Michelle Bachelet, eligió al Vicealmirante Edmundo González para dirigir la Armada por los próximos cuatro años.
El 18 de junio de 2009, en la Escuela Naval Arturo Prat, fue ascendido al grado de Almirante y pasó a ocupar el cargo de Comandante en Jefe de la Armada, pasando a retiro en el mismo acto el Almirante Rodolfo Codina.
En el ejercicio de su cargo de Comandante en Jefe le tocó la experiencia de enfrentar el terremoto y posterior tsunami del 27 de febrero de 2010, durante el cual fue cuestionado en relación con la respuesta de su institución y el Servicio Hidrográfico y Oceanográfico de la Armada de Chile, quienes, por información de las entidades técnicas, levantaron rápidamente la alerta de tsunami. Durante su discurso en la conmemoración de la Glorias Navales de Chile el 21 de mayo de 2013, González declaró que "toda la responsabilidad es mía y me siento en paz. He dado mi batalla y he luchado sin descanso ni mezquindades por lo que he creído correcto y necesario", indicando que el procedimiento para decretar la alerta fue el correcto, más su levantamiento fue apresurado. Tras esta catástrofe, tuvo que repriorizar sus objetivos para el período, dándole una alta urgencia a la recuperación de la Base Naval principal de la Marina y a los Astilleros y Maestranzas de la Armada en Talcahuano, seriamente afectados por ambas catástrofes naturales.

### Antecedentes militares
- 1971 a 1974: Cadete de la Escuela Naval Arturo Prat
- 1975: Subteniente
- 1978: Teniente 2.º
- 1983: Teniente 1.º
- 1989: Capitán de Corbeta
- 1994: Capitán de Fragata
- 1999: Capitán de Navío
- 2004: Comodoro
- 2005: Contralmirante
- 2008: Vicealmirante
- 2009: Almirante

### Condecoraciones

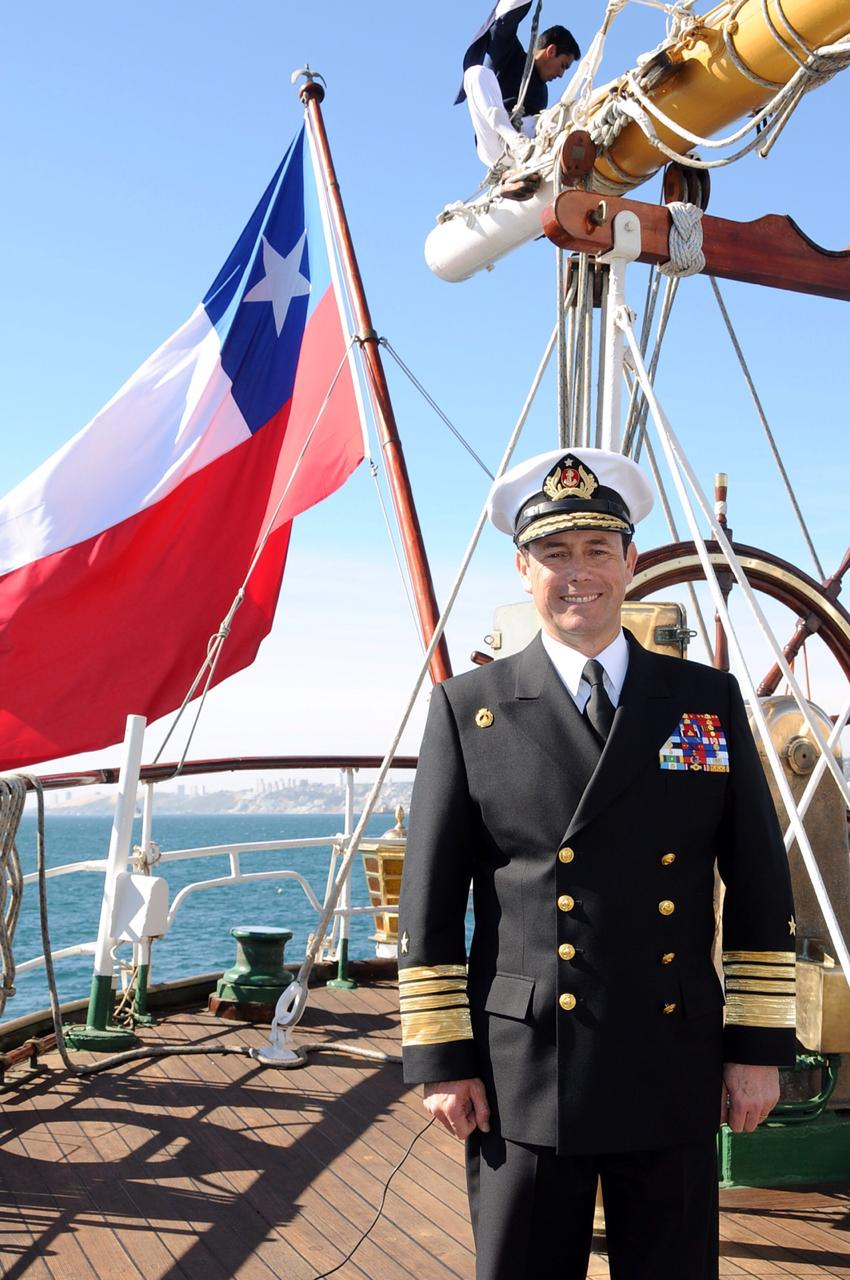
Almirante Edmundo González a bordo de su último mando a flote

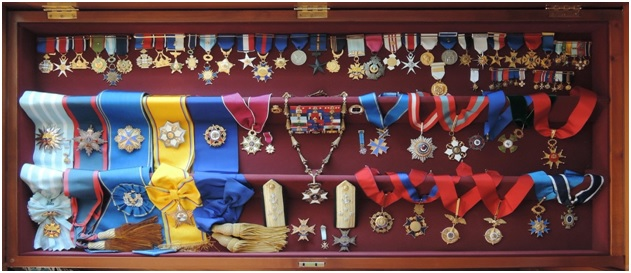

Las que se muestran en la imagen, donde destacan:
Nacionales
- Condecoración Presidente de la República (Collar de la Gran Cruz)
- Gran Cruz de la Victoria
- Orden del Mérito Naval (Comendador)
- Cruz de la Victoria
- Condecoración Presidente de la República (Gran Oficial)
- Estrella Militar de las Fuerzas Armadas (Gran Estrella Al Mérito Militar) (30 años)
- Estrella Militar de las Fuerzas Armadas (Estrella Al Mérito Militar) (20 años)
- Estrella Militar de las Fuerzas Armadas (Estrella Militar) (10 años)
- Condecoración Presidente de la República (Oficial)
- Cruz de Malta (Academia de Guerra Naval)
- Diosa Minerva (Profesor Militar)
- Minerva (Academia de Guerra Naval)
- Servicios Distinguidos (11.SEP.73)
- Misión Cumplida
- Condecoración Cruz de Servicio a Bordo, Primera Clase.
- Medalla Servicios como Jefe de Guardia en Unidades de Combate de Superficie.
- Cruz al Mérito Aeronáutico de Chile (Gran Cruz al Mérito Aeronáutico)

Extranjeras
- Orden del Mérito Naval "Almirante Padilla" (Gran Cruz), Colombia
- Orden del Mérito Naval (Gran Oficial), Brasil
- Orden Nacional del Mérito (Comendador), Francia
- Legión al Mérito (Comandante), EE. UU.
- Estrella de las Fuerzas Armadas (Gran Estrella al Mérito Militar), Ecuador
- Medalla al Mérito Naval Comandante Pedro Campbell, Uruguay

### Vida civil
Tras pasar a retiro, González se ha mantenido activo en su cuenta de Twitter, como invitado en diferentes canales de Youtube a dar su parecer de los más diversos temas. En ese contexto, se viralizó un comentario que hizo el 4 de enero de 2021, donde indicó que "Si nos dejan actuar terminamos con el terrorismo en 72 horas", hablando sobre el conflicto en La Araucanía.